# Lista de regiões geográficas intermediárias e imediatas do Amazonas

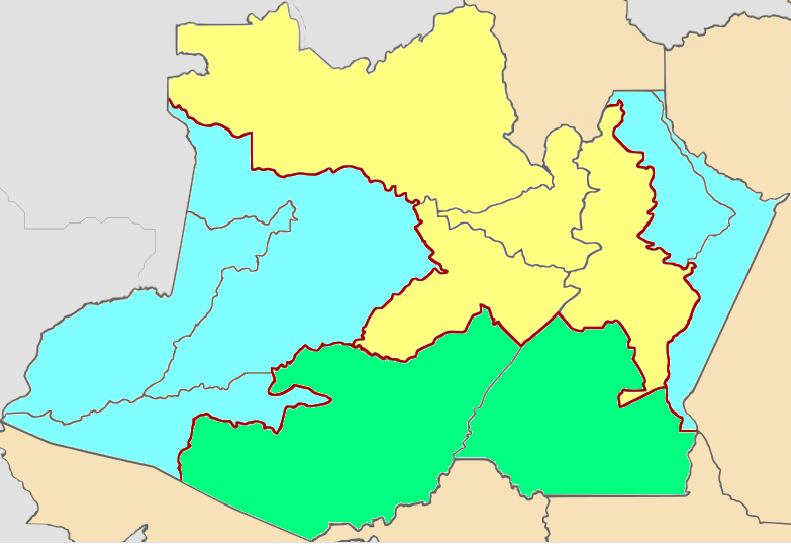
Divisão das regiões intermediárias (vermelho) e imediatas (cinza).

Esta é a lista de regiões geográficas intermediárias e imediatas do Amazonas, estado brasileiro da Região Norte do país. O Amazonas é composto por 62 municípios, que estão distribuídos em onze regiões geográficas imediatas, que por sua vez estão agrupadas em quatro regiões geográficas intermediárias, segundo a divisão do Instituto Brasileiro de Geografia e Estatística (IBGE) vigente desde 2017. A primeira seção aborda as regiões geográficas intermediárias e suas respectivas regiões imediatas integrantes, enquanto que a segunda trata das regiões geográficas imediatas e seus respectivos municípios, divididas por regiões intermediárias e ordenadas pela codificação do IBGE.
As regiões geográficas intermediárias foram apresentadas em 2017, com a atualização da divisão regional do Brasil, e correspondem a uma revisão das antigas mesorregiões, que estavam em vigor desde a divisão de 1989. As regiões geográficas imediatas, por sua vez, substituíram as microrregiões. Na divisão vigente até 2017, os municípios do estado estavam distribuídos em 13 microrregiões e quatro mesorregiões, segundo o IBGE.

## Regiões geográficas intermediárias
| Região geográfica intermediária | Código | Número de municípios | Regiões geográficas imediatas | Código | Número de municípios |
| ------------------------------- | ------ | -------------------- | ----------------------------- | ------ | -------------------- |
| Manaus                          | 1301   | 21                   | Manaus                        | 130001 | 10                   |
| Manaus                          | 1301   | 21                   | São Gabriel da Cachoeira      | 130002 | 3                    |
| Manaus                          | 1301   | 21                   | Coari                         | 130003 | 4                    |
| Manaus                          | 1301   | 21                   | Manacapuru                    | 130004 | 4                    |
| Tefé                            | 1302   | 21                   | Tefé                          | 130005 | 9                    |
| Tefé                            | 1302   | 21                   | Tabatinga                     | 130006 | 7                    |
| Tefé                            | 1302   | 21                   | Eirunepé                      | 130007 | 5                    |
| Lábrea                          | 1303   | 9                    | Lábrea                        | 130008 | 5                    |
| Lábrea                          | 1303   | 9                    | Manicoré                      | 130009 | 4                    |
| Parintins                       | 1304   | 11                   | Parintins                     | 130010 | 5                    |
| Parintins                       | 1304   | 11                   | Itacoatiara                   | 130011 | 6                    |

## Regiões geográficas imediatas por regiões intermediárias

### Manaus
| Região geográfica imediata | Código | Municípios                |
| -------------------------- | ------ | ------------------------- |
| Manaus                     | 130001 | Autazes                   |
| Manaus                     | 130001 | Borba                     |
| Manaus                     | 130001 | Careiro                   |
| Manaus                     | 130001 | Careiro da Várzea         |
| Manaus                     | 130001 | Iranduba                  |
| Manaus                     | 130001 | Manaquiri                 |
| Manaus                     | 130001 | Manaus                    |
| Manaus                     | 130001 | Nova Olinda do Norte      |
| Manaus                     | 130001 | Presidente Figueiredo     |
| Manaus                     | 130001 | Rio Preto da Eva          |
| São Gabriel da Cachoeira   | 130002 | Barcelos                  |
| São Gabriel da Cachoeira   | 130002 | Santa Isabel do Rio Negro |
| São Gabriel da Cachoeira   | 130002 | São Gabriel da Cachoeira  |
| Coari                      | 130003 | Anori                     |
| Coari                      | 130003 | Beruri                    |
| Coari                      | 130003 | Coari                     |
| Coari                      | 130003 | Codajás                   |
| Manacapuru                 | 130004 | Anamã                     |
| Manacapuru                 | 130004 | Caapiranga                |
| Manacapuru                 | 130004 | Manacapuru                |
| Manacapuru                 | 130004 | Novo Airão                |

### Tefé
| Região geográfica imediata | Código | Municípios            |
| -------------------------- | ------ | --------------------- |
| Tefé                       | 130005 | Alvarães              |
| Tefé                       | 130005 | Carauari              |
| Tefé                       | 130005 | Fonte Boa             |
| Tefé                       | 130005 | Japurá                |
| Tefé                       | 130005 | Juruá                 |
| Tefé                       | 130005 | Jutaí                 |
| Tefé                       | 130005 | Maraã                 |
| Tefé                       | 130005 | Tefé                  |
| Tefé                       | 130005 | Uarini                |
| Tabatinga                  | 130006 | Amaturá               |
| Tabatinga                  | 130006 | Atalaia do Norte      |
| Tabatinga                  | 130006 | Benjamin Constant     |
| Tabatinga                  | 130006 | Santo Antônio do Içá  |
| Tabatinga                  | 130006 | São Paulo de Olivença |
| Tabatinga                  | 130006 | Tabatinga             |
| Tabatinga                  | 130006 | Tonantins             |
| Eirunepé                   | 130007 | Eirunepé              |
| Eirunepé                   | 130007 | Envira                |
| Eirunepé                   | 130007 | Guajará               |
| Eirunepé                   | 130007 | Ipixuna               |
| Eirunepé                   | 130007 | Itamarati             |

### Lábrea
| Região geográfica imediata | Código | Municípios    |
| -------------------------- | ------ | ------------- |
| Lábrea                     | 130008 | Boca do Acre  |
| Lábrea                     | 130008 | Canutama      |
| Lábrea                     | 130008 | Lábrea        |
| Lábrea                     | 130008 | Pauini        |
| Lábrea                     | 130008 | Tapauá        |
| Manicoré                   | 130009 | Apuí          |
| Manicoré                   | 130009 | Humaitá       |
| Manicoré                   | 130009 | Manicoré      |
| Manicoré                   | 130009 | Novo Aripuanã |

### Parintins
| Região geográfica imediata | Código | Municípios              |
| -------------------------- | ------ | ----------------------- |
| Parintins                  | 130010 | Barreirinha             |
| Parintins                  | 130010 | Boa Vista do Ramos      |
| Parintins                  | 130010 | Maués                   |
| Parintins                  | 130010 | Nhamundá                |
| Parintins                  | 130010 | Parintins               |
| Itacoatiara                | 130011 | Itacoatiara             |
| Itacoatiara                | 130011 | Itapiranga              |
| Itacoatiara                | 130011 | São Sebastião do Uatumã |
| Itacoatiara                | 130011 | Silves                  |
| Itacoatiara                | 130011 | Urucará                 |
| Itacoatiara                | 130011 | Urucurituba             |